# Hélène Blackburn
 (septembre 2017).
Si vous disposez d'ouvrages ou d'articles de référence ou si vous connaissez des sites web de qualité traitant du thème abordé ici, merci de compléter l'article en donnant les références utiles à sa vérifiabilité et en les liant à la section « Notes et références ».
Hélène Blackburn est une chorégraphe.

## Biographie
Après avoir suivi des études en ethnographie et en théâtre, c’est finalement l’exploration du corps dansant, passion qu'elle exerce depuis l'âge de cinq ans, qui se révèle le meilleur moyen d'exprimer sa réflexion sur le comportement humain.
Elle reçoit sa formation professionnelle aux Studios de Linda Rabin (devenus maintenant LADMMI – l’école de danse contemporaine) et à l'Université du Québec à Montréal (baccalauréat en 1984, maîtrise en 1996). À l'UQAM, elle fait la rencontre de Jean-Pierre Perreault avec lequel elle collabore comme interprète à la création de JOE. Elle dansera ensuite avec la Fondation Jean-Pierre Perreault de 1983 à 1989 dans les œuvres Stella, Nuit, Les lieux-dits et Piazza.
Engagée pour l'avancement de sa discipline, chorégraphe et pédagogue, Hélène Blackburn joue également en dehors de Cas Public[Quoi ?]. Elle a été invitée à créer au sein de compagnies comme Bare Bones et Diversions au Royaume-Uni et Panta Reis en Norvège. Elle y a chorégraphié des œuvres tant pour le grand que pour le jeune public. Elle collabore aussi, à titre d'enseignante ou de chorégraphe, avec des centres de formation professionnelle en danse au Canada et en Europe comme LADMMI, l'Université Concordia, l'UQAM, l’Université Simon Fraser à Vancouver, l'École Supérieure de Ballet du Québec, l'École de Danse de Québec, le Centre Laban à Londres et l'Accademia di Danza à Venise.
En 1990, elle reçoit le prix Jacqueline-Lemieux, décerné par le Conseil des Arts du Canada.
En 1999, elle reçoit le prix chorégraphique Bonnie Bird pour l'Amérique du Nord, décerné par le Centre Laban à Londres.
Cas Public[Quoi ?] reçoit le prix de la création de l’OFQJ à RIDEAU 2001 et le Prix de la tournée RIDEAU 2002.

## Spectacles
- Suites ténébreuses (2022)
- Suites curieuses (2014)
- Symphonie dramatique (2014)
- GOLD (2011)
- Variations S (2010)[1]
- Le cabaret dansé des vilains petits canards (2009)[1]
- Suites cruelles (2008)
- Journal intime (2006)[1]
- Barbe Bleue (2004)[1]
- Courage mon amour (2002) avec 6 danseurs et 2 violonistes
- Petite étude sur le courage (2002), duo
- Nous n’irons plus au bois (2001)[1]
- Incarnation (1998)
- Suites furieuses (1995)
- Bestiaire (1994) / Quatuor
- Les régions du Nord (1993), trio
- Dans la salle des pas perdus (1991), duo
- Les porteurs d’eau (1990), quatuor
- Cathédrale (1988), quintet